# Bahnstrecke Winsen–Niedermarschacht
| OHE 150002 mit einem Kesselwagenzug aus Niedermarschacht bei Fahrenholz |                        |                                    |                                    |
| Streckennummer (DB): | 9113                   |                                    |                                    |
| Kursbuchstrecke (DB): | ex 109f                |                                    |                                    |
| Kursbuchstrecke: | 91g (1934) 109f (1946) |                                    |                                    |
| Streckenlänge: | 18,1 km                |                                    |                                    |
| Spurweite: | 1435 mm (Normalspur)   |                                    |                                    |
| Streckengeschwindigkeit: | 40 km/h                |                                    |                                    |
| |                        |                                    |                                    |
| \| \| 0,0 \| Winsen Süd Übergang zur Staatsbahn \| Winsen Süd Übergang zur Staatsbahn \| \| \| \| nach Hützel \| \| \| \| 2,3 \| Winsen Nord \| Winsen Nord \| \| \| 3,8 \| Tönnhausen Umschlaganlage \| Tönnhausen Umschlaganlage \| \| \| \| Kanalhafen \| \| \| \| 4,3 \| Nettelberg \| Nettelberg \| \| \| \| Ilmenaukanal \| \| \| \| 5,5 \| Tönnhausen \| Tönnhausen \| \| \| 7,7 \| Mover \| Mover \| \| \| 8,9 \| Fahrenholz Kanalhafen Ilmenaukanal \| Fahrenholz Kanalhafen Ilmenaukanal \| \| \| \| Neetze \| \| \| \| 11,2 \| Oldershausen \| Oldershausen \| \| \| \| Neetze \| \| \| \| \| Ilau-Schneegraben \| \| \| \| 14,9 \| Eichholz \| Eichholz \| \| \| 17,1 \| Marschacht \| Marschacht \| \| \| \| Niedermarschacht Achterdeich \| \| \| \| 17,2 \| Anst Fa. Bock \| Anst Fa. Bock \| \| \| 18,2 \| Niedermarschacht \| Niedermarschacht \| |                        |                                    |                                    |
| Kopfbahnhof Streckenanfang | 0,0                    | Winsen Süd Übergang zur Staatsbahn | Winsen Süd Übergang zur Staatsbahn |
| Abzweig geradeaus und nach rechts |                        | nach Hützel                        | nach Hützel                        |
| ehemaliger Haltepunkt / Haltestelle | 2,3                    | Winsen Nord                        | Winsen Nord                        |
| Dienststation / Betriebs- oder Güterbahnhof | 3,8                    | Tönnhausen Umschlaganlage          | Tönnhausen Umschlaganlage          |
| Abzweig geradeaus und nach rechts |                        | Kanalhafen                         | Kanalhafen                         |
| Haltepunkt / Haltestelle | 4,3                    | Nettelberg                         | Nettelberg                         |
| Brücke über Wasserlauf |                        | Ilmenaukanal                       | Ilmenaukanal                       |
| Haltepunkt / Haltestelle | 5,5                    | Tönnhausen                         | Tönnhausen                         |
| Haltepunkt / Haltestelle | 7,7                    | Mover                              | Mover                              |
| Haltepunkt / Haltestelle | 8,9                    | Fahrenholz Kanalhafen Ilmenaukanal | Fahrenholz Kanalhafen Ilmenaukanal |
| Brücke über Wasserlauf |                        | Neetze                             | Neetze                             |
| Haltepunkt / Haltestelle | 11,2                   | Oldershausen                       | Oldershausen                       |
| Brücke über Wasserlauf |                        | Neetze                             | Neetze                             |
| Brücke über Wasserlauf |                        | Ilau-Schneegraben                  | Ilau-Schneegraben                  |
| Haltepunkt / Haltestelle | 14,9                   | Eichholz                           | Eichholz                           |
| Haltepunkt / Haltestelle | 17,1                   | Marschacht                         | Marschacht                         |
| Haltepunkt / Haltestelle |                        | Niedermarschacht Achterdeich       | Niedermarschacht Achterdeich       |
| Betriebs-/Güterbahnhof Strecke ab hier außer Betrieb | 17,2                   | Anst Fa. Bock                      | Anst Fa. Bock                      |
| Kopfbahnhof Streckenende (Strecke außer Betrieb) | 18,2                   | Niedermarschacht                   | Niedermarschacht                   |

Die Bahnstrecke Winsen–Niedermarschacht (Elbmarschbahn) ist eine normalspurige Eisenbahnstrecke der Schieneninfrastruktur Ost-Niedersachsen GmbH (SInON).

## Geschichte
Schon vor Fertigstellung der Bahnstrecke Winsen–Hützel gab es im Kreis Winsen Überlegungen, auch eine Strecke an die Elbe zu bauen. Da in Niedermarschacht eine Elbfähre existierte, beschloss der Kreistag 1908 den Bau der Strecke zu diesem Ort. Dazu wurde eine eigene Gesellschaft, die Kleinbahn Winsen–Niedermarschacht GmbH gegründet. Am 1. April 1912 wurde der Betrieb aufgenommen. Es gab eine Betriebsführungsgemeinschaft mit der anderen Winsener Kleinbahn, bevor 1933 das Niedersächsische Landeskleinbahnamt für die Betriebsführung beider Bahnen zuständig wurde. 1944 gingen beide Winsener Bahngesellschaften in den Osthannoverschen Eisenbahnen auf.
Eine Besonderheit war die kombinierte Straßen-/Eisenbahnbrücke bei Nettelberg über den Ilmenaukanal, 1968 dann wurde eine parallele Straßenbrücke gebaut, so dass die Brücke seitdem nur noch von der Bahn genutzt wurde. 1996 wurde die Strecke von Marschacht nach Niedermarschacht stillgelegt.
Zum 1. Januar 2022 wurde das gesamte Streckennetz der OHE und damit auch die Bahnstrecke Winsen–Niedermarschacht an die landeseigene Schieneninfrastruktur Ost-Niedersachsen GmbH verkauft, die seitdem für diese Strecke als Eisenbahninfrastrukturunternehmen zuständig ist.

## Betrieb

### Personenverkehr
Die meisten Personenzüge wurden zuletzt als Triebwagen gefahren. Zu jenen zählte der Dieseltriebwagen DT 511, der 1934 bei der Waggonfabrik Wismar gebaut wurde.
Am 21. Mai 1966 wurde der Personenverkehr eingestellt.

### Güterverkehr
Ursprünglich war der Verkehr ländlich orientiert. Ab den 1960er Jahren siedelten sich Industriebetriebe an, die teilweise heute noch Verfrachter sind. Im Güterverkehr spielten die Umladestellen Fahrenholz und Mover am Ilmenaukanal eine Rolle, die 1968 und 1958 stillgelegt wurden, dafür entstand bei Tönnhausen eine neue Anlage. Hier wurde in großen Mengen Mineralöl, Dieselkraftstoff und Kerosin umgeschlagen. Diese Anlagen wurde 2007 größtenteils demontiert, die Gleise werden teilweise zum Abstellen nicht genutzter Kesselwagen genutzt oder für Rangierarbeiten während des Umschlags von Kali.
Neben den landwirtschaftlichen Gütern und Kali, die in Tönnhausen umgeschlagen werden, finden vor allem Transporte von Chemikalien in Kesselwagen nach Marschacht statt. Zu diesem Zweck verkehren 2011 drei planmäßige Güterzüge montags, mittwochs und freitags. Die OHE selbst hat den Güterverkehr auf ihrer Strecke zum Fahrplanwechsel 2013/14 endgültig eingestellt. Die Chemische Fabrik Bruno Bock in Niedermarschacht und das K+S Kalilager in Tönnhausen sind aber zwingend auf die Bedienung auf der Schiene angewiesen. Die Transporte werden jetzt von DB Cargo vom Rangierbahnhof Maschen aus durchgeführt. 2019 wurde Niedermarschacht dreimal wöchentlich bedient.